# Heartbeat (canção de Enrique Iglesias)
"Heartbeat" é uma canção do cantor e compositor espanhol Enrique Iglesias. A canção foi escrita por Iglesias, junto com seus colaboradores de longa data Jamie Scott e Mark Taylor, para seu nono álbum de estúdio Euphoria (2010). A balada mid-tempo, produzida por Taylor, conta com os vocais convidados da cantora norte-americanaNicole Scherzinger. A música tem uma melodia baseada em sons de piano futuristas e incorpora elementos da dance music. O Open Heart Remix da música de Rudi Wells apareceu mais tarde no primeiro álbum de estúdio de Scherzinger, Killer Love (2011).
A música foi lançada como o terceiro single do álbum, embora seja o segundo em inglês, em 8 de junho de 2010 nos Estados Unidos e em outubro de 2010 na França e no Reino Unido. Os críticos elogiaram a música pelo jeito que as vozes de Iglesias e Scherzinger se complementavam. Um videoclipe acompanhante apresenta o par em cenas emotivas iluminadas pelo humor, em que os batimentos cardíacos coloridos produzidos digitalmente reagem à medida que interagem a letras da música. Outra versão da música intitulada "Heartbeat (India Mix)", com o cantor indiano Sunidhi Chauhan, foi incluída em uma edição especial indiana de Euphoria.

## Composição
"Heartbeat" é uma balada de electropop e dance com uma melodia liderada por notas de piano futuristas. Foi escrito por Iglesias, Jamie Scott e Mark Taylor, que também produziu a música. Stephen Thomas Erlewine do Allmusic, apontou que a música tinha uma "textura gelada", enquanto Becky Bain, do "Idolator", notou que os vocais da dupla carregam muita emoção. "Heartbeat" também foi destaque no álbum de estreia de Nicole Scherzinger, Killer Love (2011). A versão em destaque no álbum é o "Rudi Well's Open Heart Remix". Ellwood observou que o remix "adicionou mais do que mudar o tom da música completamente". e mudou a música da dance para rock mais eletrônico e tendências eletro-industriais.
A música está escrita na chave de B ♭ major Si bemol maior

## Recepção crítica
Robbie Daw, do Idolator, chamou a música de uma faixa "frágil e bonita", enquanto sua colega Becky Bain disse que a música é uma "combinação perfeita para as vozes da dupla". Bain também disse que "['Heartbeat'] é felizmente subproduzido, deixando transparecer as emoções de ambos os cantores (que mantêm seus vocais em uma respiração ofegante e ansiosa)". Em sua resenha para o Allmusic, Stephen Thomas Erlewine disse que a música não é uma balada à moda antiga, ao invés disso "se baseia nas texturas frias do [cantor / compositor / produtor] Ryan Tedder." No entanto Sputnik Music discordou completamente e disse que a música soava como se tivesse sido feita em um liquidificador. "Mudando de balada de piano lenta para uma melodia de dança hedionda, 'Heartbeat' faz tudo errado, no sentido de que o gancho da música é provavelmente a parte menos cativante e os vocais de Enrique são completamente brandos, saindo monótonos." Nick Levine do Digital Spy deu a canção quatro de cinco estrelas e descreveu "as batidas que imitam o pulso de um peito batendo, o gancho de piano simples, mas eficaz, as letras sobre" roubar seu coração "são bregas".

## Performances ao vivo
Iglesias e Scherzinger apareceram juntos para tocar a música ao vivo no programa de TV do Reino Unido, This Morning em 8 de outubro de 2010. Ele a apresentou ao vivo no Dancing with the Stars na Dinamarca em 22 de outubro de 2010. Na semana seguinte estreou em número cinco na parada dinamarquesa de singles. Ele também se apresentou ao vivo no The X Factor na Austrália em 1 de novembro, com DJ Havana Brown substituindo Nicole Scherzinger. A dupla repetiu sua apresentação no Summertime bola da Capital FM. Eles cantaram "Heartbeat" durante o set de Iglesias, com Scherzinger usando "um vestido vermelho e preto", assistido por 75.000 pessoas, no Wembley Stadium em Londres.

## Vídeo musical
O videoclipe de "Heartbeat" foi dirigido por Hiro Murai e estreou em 14 de setembro de 2010. Ele apresenta o uso de luzes pulsantes internas e Scherzinger usando uma roupa de renda. O conceito geral do vídeo mostra um "Iglesias sem camisa contra um fundo preto escuro, enquanto os batimentos cardíacos vermelho e laranja são acrescentados na simulação com seu batimento cardíaco. Então Nicole Scherzinger, que está sentada nua, com um fundo preto, mas com batimentos cardíacos azuis e roxos." O videoclipe foi filmado em Kentwood, Michigan.
Um videoclipe de "Heartbeat (India Mix)" foi feito e Nicole Scherzinger foi substituída pelo cantor indiano Sunidhi Chauhan ao lado de Enrique para essa versão.

### Sinopse
O vídeo começa com Enrique visto sem camisa contra um fundo preto escuro. Como a música começa, Enrique é visto cantando enquanto adicionado digitalmente  "batimentos cardíacos" vermelho e laranja são adicionados na simulação com o seu batimento cardíaco. Nicole entra na música, onde ela é vista sentada com a cintura nua contra um fundo preto sólido. Semelhante ao Enrique, acrescentou digitalmente "batimentos cardiacos" azul e roxo são adicionados na simulação com o seu batimento cardíaco. Na cena seguinte, Nicole e Enrique são vistos juntos em uma sala branca e espelhada. Enrique está vestindo uma camiseta vermelha e jeans, enquanto Nicole está usando um sutiã vermelho e roupa interior com um vestido de renda preta por cima. O vídeo corta para uma cena em que o refrão da música entra em ação; Eles são vistos cara a cara parecendo que estão prestes a beijar enquanto cantam suas partes. Durante a cena, eles são vistos com um holofote preto enquanto alternam a iluminação de fundo azul e verde. O vídeo termina com o "batimento cardíaco" de Enrique a escurecendo a cada batida até que finalmente se desvanece numa tela preta sólida.

### Recepção
Um revisor do 'Current Movie Reviews' disse: "Nicole Scherzinger e Enrique Iglesias não deixaram de entregar um vídeo fumegante para a música 'Heartbeat'. Cada momento deste vídeo é sensual. As luzes elétricas batem como seus corações em seus corpos recortados. O gênio dos espelhos e a maneira como eles estão procurando um pelo outro neles é uma imagem que leva o espectador direto para o vídeo. As faíscas crepitantes desses dois são incríveis e eu tinha certeza de que estava sentindo o coração bater, mesmo quando o meu começou a bater." Christine Borges do Miami New Times concordou com o fato de o vídeo estar cheio de vapor. Ela disse que "[Enrique e Nicole] são colocados em algumas posições comprometedoras, enquanto perdem a maioria de suas roupas. Mas o quanto você pode realmente ver? Graças a alguma iluminação escura, todas as partes importantes não são visíveis. Mas há o conhecimento que eles mal estão vestidos e, às vezes, isso é o suficiente. A iluminação pulsante de "batimentos cardíacos" dá a impressão de um show de laser em seus corpos nus, e Iglesias tem as pernas estendidas e a cabeça inclinada para trás". Robbie Daw do Idolator, escreveu; "Não poderia dizer nada de ruim sobre o vídeo, em vez disso, concentrar-se na beleza de ver Scherzinger e Iglesias no mesmo vídeo. Ele disse: "Quanto ao vídeo, qualquer coisa que leve esses dois para tirar a roupa é sempre uma coisa boa. Dedos cruzados dizem que 'Heartbeat' acaba sendo outro sucesso do tipo 'I Like It'."

## Faixas
| - Download digital 1. "Heartbeat" (com Nicole Scherzinger) – 4:17 - CD single 1. "Heartbeat" (com Nicole Scherzinger) – 4:17 2. "Heartbeat" (com Nicole Scherzinger) (Rudi Wells Open Heart Remix) – 4:17 - Heartbeat (Remixes) - Reino Unido, Europa, Irlanda e Austrália Maxi Digital Single 1. "Heartbeat" (Cutmore Club Mix) – 6:40 2. "Heartbeat" (Cutmore Dub) – 6:50 3. "Heartbeat" (Digital Dog Dub) – 6:08 4. "Heartbeat" (Digital Dog Radio Mix) – 3:43 5. "Heartbeat" (Digital Dog Remix) – 6:05 6. "Heartbeat" (Rudi Wells' Open Heart Remix) – 4:16 | - French CD single 1. "Heartbeat" (com Nicole Scherzinger) – 4:17 2. "Heartbeat" (com Nicole Scherzinger) [RLS Radio Edit] - 3:54 3. "Heartbeat" (com Nicole Scherzinger) [Digital Dog Radio Mix] – 3:44 4. "Heartbeat" (com Nicole Scherzinger) [Glam as You Club Mix by Guena LG] - 7:36 - Download digital na Indía 1. "Heartbeat" (India Mix) (apresentando Sunidhi Chauhan) - 3:32 |

## Créditos e equipe
"Heartbeat" foi gravado no South Point Studios em Miami, Flórida.
| - Composição - Enrique Iglesias, Jamie Scott, Mark Taylor - Produção, teclados e programação - Mark Taylor - Guitarras - Patrick Mascall | - Piano - Jamie Scott - Gravação - Carlos Paucar - Mixagem - Rob Orton |

## Desempenho nas tabelas musicais
| Chart (2010)                                 | Maior posição |
| -------------------------------------------- | ------------- |
| Austrália (ARIA)                             | 5             |
| Bélgica (Ultratop 50 de Flandres)            | 36            |
| Bélgica (Ultratip Bubbling Under da Valônia) | 2             |
| Canadá (Canadian Hot 100)                    | 72            |
| Dinamarca (Hitlisten)                        | 4             |
| Escócia (Scottish Singles Chart)             | 8             |
| Eslováquia (Rádio Top 100)                   | 1             |
| Europa (European Hot 100)                    | 30            |
| Finlândia (Suomen virallinen lista)          | 21            |
| França (SNEP)                                | 4             |
| Hungria (Rádiós Top 40)                      | 2             |
| Irlanda (IRMA)                               | 21            |
| Itália (FIMI)                                | 11            |
| Países Baixos (Mega Single Top 100)          | 20            |
| Nova Zelândia (RIANZ)                        | 9             |
| Polônia (Video Chart)                        | 2             |
| Reino Unido (UK Singles Chart)               | 8             |
| Romênia (Romanian Top 100)                   | 49            |
| Suécia (Sverigetopplistan)                   | 52            |

| Chart (2010)                         | Posição |
| ------------------------------------ | ------- |
| Austrália (Australian Singles Chart) | 52      |
| Austrália (Hungarian Airplay Chart)  | 46      |

## Vendas e certificações
| Região                                                                                             | Certificação | Vendas   |
| -------------------------------------------------------------------------------------------------- | ------------ | -------- |
| Austrália (ARIA)                                                                                   | 2× Platina   | 140,000^ |
| Dinamarca (IFPI Dinamarca)                                                                         | Platina      | 14,000^  |
| Nova Zelândia (RMNZ)                                                                               | Ouro         | 7,500*   |
| Reino Unido (BPI)                                                                                  | Prata        | 200,000  |
| *números de vendas baseados somente na certificação ^distribuições baseadas apenas na certificação |              |          |

## Histórico de lançamento
| País          | Data                   | Formato                    | Gravadora          |
| ------------- | ---------------------- | -------------------------- | ------------------ |
| EUA           | 8 de junho de 2010     | Download digital           | Universal Republic |
| Canadá        | 8 de junho de 2010     | Download digital           | Universal Music    |
| Austrália     | 15 de junho de 2010    | Download digital           | Universal Music    |
| Reino Unido   | 30 de setembro de 2010 | Download digital           | Polydor Records    |
| França        | 30 de setembro de 2010 | Download digital           | Universal Music    |
| Bélgica       | 30 de setembro de 2010 | Download digital           | Universal Music    |
| Nova Zelândia | 30 de setembro de 2010 | Download digital           | Universal Music    |
| Países Baixos | 30 de setembro de 2010 | Download digital           | Universal Music    |
| Suécia        | 30 de setembro de 2010 | Download digital           | Universal Music    |
| Reino Unido   | 4 de outubro de 2010   | CD single                  | Polydor Records    |
| França        | 22 de novembro de 2010 | Download digital- Remix EP | Universal Music    |
| França        | 3 de janeiro de 2011   | CD single                  | Universal Music    |